# 大兴安岭
大兴安岭位于中国黑龙江省、内蒙古自治区北部，是其东侧的东北平原与西侧的蒙古高原的分界，是黑龙江和嫩江的分水岭。北起黑龙江畔，南至西拉木伦河上游谷地，东北─西南走向，全长1,200多公里，宽200－300公里，海拔1,100－1,400米，主峰索岳尔济山。大兴安岭森林以兴安落叶松为主，它是环北极针叶林的组成部分，以兴安盟境内洮儿河为界，大兴安岭分为南北两段。北段长约770公里，地势由北向南逐渐升高，是以兴安落叶松占优势的针叶林地区。

## 地形地势
大兴安岭平均海拔1,200－1,300米，最高峰达2,035米。山脉北段较宽，达306公里，南段仅宽97公里。形成于侏罗纪造山运动时期。东坡较陡，西坡则向蒙古高原和缓倾斜，海拔790－1,000米。大兴安岭大部为火成岩，地形平滑，山顶浑圆，山坡较平缓。山脉东坡被嫩江及松花江的许多支流切割。
兴安岭一名有多重说法，可能来自于丘陵（穆麟德轉寫：munggan）。而其他通古斯语（包括锡伯语、赫哲语等）中“xanyan”为白色，“夏恩阿林”（xanyan alin，意为白色的山）口语急读则音变为“兴阿林”，即兴安岭。

## 范围与主峰
大兴安岭北起黑龙江与额尔古纳河，南至西拉木伦河上游谷地。以洮儿河为界分为南、北两段。北段长770km，是以兴安落叶松占优势的寒温带针叶林地区。南段又称苏克斜鲁山，长约600km，为中等山地，森林草原植被占优势。
大兴安岭核心区域的最高点位于西麓摩天岭北部兴安盟阿尔山市境内的五道沟东南山（东经120°31’18”，北纬47°3’27”），南坡（苏克斜鲁山）主峰黄岗梁顶海拔2,029米。
由于大兴安岭与燕山、阴山无明显分界，更南的崇礼桦皮岭海拔2,191米，亦可作为广义的大兴安岭主峰（参见大马山群山）。北部主峰伊勒呼里山海拔1,528.7米。

## 歷史
大兴安岭古称大鲜卑山，在先秦时期，是东胡部落属地。
中国西汉时期，大兴安岭南麓为汉廷护乌桓校尉和辽东属国都尉双重统辖。
三国、两晋时期，为鲜卑拓跋部辖区。
北魏时期，岭南为乌洛候地，岭北为室韦地。 
隋唐时期，为室韦都督府属地，受平卢节度使管辖。
辽代，岭南为上京道东北路招讨司所辖，岭北为乌古敌烈统军司所辖。
金代，岭南归蒲与路所辖，岭北为东北路招讨司所辖。
蒙古帝国建立者成吉思汗于1214年，将岭南分封于大弟弟拙赤合撒儿和二弟合赤温·额勒赤，将岭北分封给三弟帖木哥·斡赤斤。
1287年元朝在此设置行省，为辽阳行省开元路管辖。
明朝初年属奴儿干都司管辖。今漠河县为木河卫管辖，塔河县为塔哈卫管辖，呼玛县和新林区为额克卫管辖，加格达奇区、松岭区和呼中区为坚河卫管辖。 
在清朝時为盛京驻防内大臣管辖，1653年（顺治十年），由镇守宁古塔昂邦章京（盛京将军）管辖。1871年（同治十年），清廷将大兴安岭鄂伦春族人按住地分为五路编为佐。
1912年（民国元年） 6月25日，岭北隶属民国政府黑龙江瑗珲兵备道（同年8月26日改为黑河道）瑗珲直隶厅。1914年（民国三年），岭南隶属黑龙江省龙江道布西总管公署。同年1月11日，岭北呼玛设治局改制为呼玛县，漠河总卡伦改为漠河设治局，隶属黑河道。
1949年4月11日，岭南隶属于新成立的呼伦贝尔盟。9月，岭北呼玛县隶属于中华人民共和国黑龙江省新改称的黑河专员公署。1951年10月31日，岭南由呼伦贝尔盟新成立的鄂伦春自治旗领导。 
早期清廷嚴禁漢人前往境內東北開發，因此大兴安岭保留著大量的原始風貌。总面积8.47万平方公里，森林覆蓋率達71.1％，林木蓄积量5.01亿立方公尺，有樟子松、白桦等珍貴樹木，是中國重要的林业基地之一，有梅花鹿、棕熊、紫貂等400多種野生動物棲息。1906年（清光绪三十二年），大兴安岭發現金礦。1964年设大兴安岭特区，1970年改为大兴安岭地区。大兴安岭經常有火災，例如1987年大兴安岭火灾。
满洲国期间（1931年至1945年），从中东铁路的南北各段又修建多条铁路进入兴安岭以采伐木材。以後，这些铁路线往东延伸到伊勒呼里山，这条山脉呈东西走向，连接著大兴安岭和小兴安岭。现在，大兴安岭地区有嫩林、伊加铁路。客运列车南出可直达哈尔滨、沈阳、北京，西出可直达海拉尔、满洲里；城乡公路四通八达。 
大兴安岭大部分地区居住有蒙古族、鄂伦春和鄂温克人等。汉人多在铁路地带及主要伐木区。伐木业仍为该地区的主要经济活动。

## 生物资源
大兴安岭的林地有730万公顷，森林覆盖率达74.1%，生息着寒温带马鹿、驯鹿、驼鹿（犴达犴）、梅花鹿、东方狍（俗称狍子）、原麝、野猪、猞猁、狼、棕熊、狼獾、紫貂、雪兔、环颈雉、花尾榛鸡、黑嘴松鸡、天鹅等野生动物400余种，野生植物1,000余种，成为中国高纬度地区不可多得的野生动、植物乐园。流淌着甘河，多布库尔、那都里、呼玛、额木尔等二十多条大小河流，最终注入黑龙江，其中生活着哲罗鲑、细鳞鲑、大马哈鱼、江鳕等冷水鱼类。